# Corporación Ecuatoriana de Escritores Médicos
Corporación Ecuatoriana de Escritores Médicos (Quito, Ecuador), se crea esta Entidad que tiene la finalidad de difundir el desarrollo del arte y la cultura en general de los médicos ecuatorianos; Organización sin fines de lucro, la cual se establece mediante Asamblea Constitutiva la Corporación Ecuatoriana de Escritores Médicos, CEEM el 13 de noviembre de 2007.

## Historia
Se debe remitir  que a lo largo de la historia de la Colonia (Real Audiencia de Quito) y la vida Republicana del Ecuador se encuentra un número considerable de médicos que se destacan en el mundo del arte literario y las artes plásticas; muchos de ellos, han sobresalido tanto en el campo científico, como en el arte. Un personaje ilustre y emblemático es el médico de la época de la Colonia es Eugenio Espejo (1747-1995), investigador, científico, médico, salubrista, escritor, periodista, pensador, ideólogo, político, precursor de la Independencia de Ecuador. Su prolífica obra ha merecido el análisis de historiadores, filósofos y pensadores contemporáneos; su pensamiento es tan profundo que cada día se aprende más; y la sombra de su figura se agranda con el tiempo; otro personaje de aquel tiempo es José Mejía Lequerica, médico, teólogo, botánico, jurista, Diputado de las Cortes de Cádiz, además se destaca como poeta. La lista de figuras médicas que sobresalen en el arte literario es inmenso; otro personaje admirable por su obra es José Mascote, el poeta latinista y traductor de la poesía francesa; César Borja Lavayen, médico y poeta quiteño, y que además incursionó en la política; Miguel Moreno, catedrático y poeta cuencano; para luego trasladarnos al siglo XX y encontrar en cada rincón del país figuras señeras de la literatura como el doctor Víctor Manuel Rendón, José A. Falconí Villagómez; en este momento, un salto para traer a los contemporáneos como Eduardo Villacís Meythaler, Premio Nacional “Eugenio Espejo”; Plutarco Naranjo Vargas, médico e investigador, historiador y un apasionado de la obra de Juan Montalvo, Premio Nacional “Eugenio Espejo”; Euler Granda Espinosa un exquisito poeta, Luis Enrique Fierro, médico pediatra, poeta de nobles sentimientos y profundos pensamientos, Premio Nacional “Eugenio Espejo”.
Fue el médico poeta Ricardo Torres Gavela, quién acude a varios eventos que organiza la Unión Mundial de Escritores Médicos que lleva la idea a Quito, Ecuador para fundar una Institución de médicos dedicados al arte, grupo de médicos que a la vez que trabajan por la salud de los enfermos, también dedican parte de su tiempo, a la literatura. 
El punto de partida cronológico de la existencia de la Corporación Ecuatoriana de Escritores Médicos es el 17 de abril de 2007 cuando comienzan sus reuniones para tal objetivo; a partir de ese momento se multiplican las actividades para realizar eventos científicos, culturales como Recitales de poesía, eventos musicales, Exposiciones de Artes Plásticas, de Fotografía; fruto de esta intensa actividad surgen los Convenios Culturales con el Colegio de Médicos de Pichincha y con la Sociedad Ecuatoriana de Bioética.
La Corporación tiene el carácter cultural y se propone reunir a todos los Médicos Escritores de la República del Ecuador, tiene Personería Jurídica ante el Ministerio de Cultura de la República de Ecuador y se encuentra inscrito  en el Ministerio de Gestión Social. 
El Ministerio de Cultura de Ecuador concede la Personería Jurídica mediante el Acuerdo Ministerial N°. 047 del 26 de marzo de 2012 y que para esa fecha el Ministerio de Cultura aprobó los Estatutos de la CEEM. La CEEM se encuentra registrada en la Secretaría de Pueblos, Movimientos Sociales y Participación Ciudadana conforme lo exige la reglamentación del Estado Ecuatoriano.

## Finalidad
La Corporación tiene carácter cultural y se propone reunir a todos los Médicos Escritores del Ecuador a fin de fomentar, ejecutar, diseñar, administrar y participar en programas, proyectos y actividades que propendan al desarrollo y fortalecimiento de la Cultura en la provincia de Pichincha y en el territorio ecuatoriano, a través de la creación literaria, artística o intelectual; 

## Miembros

### Miembros Fundadores
- Edison Amílcar Calvachi Cruz

- Antonio Crespo Burgos

- Jorge Egas Santelli

- Ricardo Landín Paredes

- Oswaldo Germán Ochoa Dávila

- Francisco Rigail Arosemena

- Patricio Stacey Sevilla

- Diego Tapia Villagómez

- Ricardo Torres Gavela (Presidente Nacional de la CEEM)

### Miembros Titulares Nuevos
- Pedro Isaac Barreiro Chancay

- Agustín García Banderas

- Milton Jijón Guarderas

- Pablo Velasco Mogollón

### Miembros de la CEEM, Núcleo de Cuenca
- Hernán Abad Rodas

- Guillermo Aguilar

- Jorge Arteaga

- Patricio Barzallo

- Francisco Calderón

- Hugo Calle

- Saúl Chalco

- Magdalena Molina Vélez (Presidenta del Núcleo del Azuay)

- Hernán Muñoz

- Martha Robalino

## Sede
La Corporación Ecuatoriana de Escritores Médicos, tiene su sede en el edificio en donde funciona el Museo Nacional de Historia de la Medicina “Eduardo Estrella”, ubicado en el Centro Cultural Eugenio Espejo que antiguamente fue el Hospital Eugenio Espejo: 

## Biblioteca
La Corporación Ecuatoriana de Escritores Médicos cuenta con alrededor de 1200 volúmenes con diversa temática humanística; filosofía, sociología, literatura, científica médica. Recibió una donación de libros del sicólogo clínico Dr. Mario Müller a través de quien fuera su esposa la señora Rosa Toledo; la CEEM recibe la donación de libros editados en la Casa de la Cultura Ecuatoriana y el aporte voluntario de varias entidades y de miembros de la Corporación.